# Драгони
Драгони (итал. Dragoni) — коммуна в Италии, располагается в регионе Кампания, в провинции Казерта.
Население составляет 2108 человек, плотность населения составляет 84 чел./км². Занимает площадь 25 км². Почтовый индекс — 81010. Телефонный код — 0823.